# Anya Chalotra
Anya Chalotra (sinh ngày 24 tháng 7 năm 1996) là một nữ diễn viên người Anh chủ yếu được biết đến qua vai diễn Yennefer của Vengerberg trong loạt phim gốc The Witcher của Netflix. Trước đó cô đã đóng trong phim Wanderlust.

## Cuộc sống ban đầu
Chalotra sinh ra trong một gia đình người Anh gốc Ấn. Cha cô là người gốc Ấn trong khi mẹ cô là người Anh.
Cô lớn lên ở làng Lower Penn tại South Staffordshire, Anh, nơi cô sống với bố mẹ và hai anh chị em, một chị gái và một em trai. Chalotra hoàn thành việc học tại Trường Ngữ pháp St. Dominic dành cho nữ ở Brewood  và sau đó được đào tạo tại Học viện Âm nhạc và Nghệ thuật Sân khấu Luân Đôn (LAMDA)  và Trường nhạc kịch Guildhall.

## Sự nghiệp
Chalotra đã đóng vai chính trong một số tác phẩm của nhà hát West End, bao gồm Much Ado About Nothing và The Village. 
Năm 2019, Chalotra đóng vai chính Yennefer của Vengerberg trong bộ phim giả tưởng của Netflix mang tên The Witcher. Bộ phim được công chiếu vào ngày 20 tháng 12 năm 2019.

## Đóng phim

### Tivi
| Năm      | Tiêu đề         | Vai trò                   | Ghi chú              |
| -------- | --------------- | ------------------------- | -------------------- |
| 2018     | Wanderlust      | Jennifer Ashman           | 5 tập                |
| 2018     | The ABC Murders | Lily Marbury              | 3 tập                |
| 2019     | Sherwood        | Robin Loxley (lồng tiếng) | Vai chính; chiếu web |
| 2019-nay | The Witcher     | Yennefer của Vengerberg   | Vai chính            |